# Bloomfield Township (Polk County, Iowa)
Bloomfield Township is een township gelegen in Polk County in de Amerikaanse staat Iowa.

## Geschiedenis
Bloomfield Township werd opgericht in 1856. Het kreeg zijn naam omwille van de vele boomgaarden die zich in het gebied bevonden.